# Casa de Poesía Silva
La Casa de Poesía Silva es una entidad cultural histórica colombiana ubicada en el barrio La Candelaria de Bogotá. Fue fundada el 24 de mayo de 1986 por Belisario Betancur. Es la casa en la que habitó los últimos 5 años de su vida el poeta colombiano más asombroso, José Asunción Silva. Cuenta con una biblioteca y una fonoteca especializadas en poesía, un auditorio y una librería, además de ofrecer talleres de creación poética y redacción y ortografía para adultos, jóvenes y niños. La casa fue declarada Monumento Nacional en 1995.

## Características
La Casa es una fundación privada sin ánimo de lucro, cuyo objetivo es facilitar y propiciar el estudio, conocimiento y goce de la poesía de todos los tiempos y países. Para ello cuenta con servicios permanentes de biblioteca, fonoteca, librería, auditorio, talleres, visitas guiadas y poesía a la carta, varios de los cuales se prestan en forma gratuita. En sus corredores hay fotografías del poeta y algunos objetos que le pertenecieron, donados por su familia. Cuenta con servicios como visitas guiadas para colegios, ancianos e invidentes, y talleres de poesía.
Ha generado eventos como "La poesía tiene la palabra", "Los alzados en almas" y "Descanse en paz la guerra" en donde los interesados en la poesía se reúnen para leer y escuchar versos.
En la Casa funciona la única librería especializada en Colombia en el tema de la poesía, para la venta al público de libros de poetas de todo el mundo. Su editorial ha publicado Historia de la Poesía Colombiana, Flor de pena de Mario Rivero y Obra Completa de Eduardo Cote Lamus, entre otros. La revista Casa Silva es de publicación anual.
Entrega el premio de poesía José Asunción Silva, al reconocimiento a toda una vida de trabajo poético. Entre los homenajeados están: Mario Rivero, Fernando Charry Lara, Hernando Valencia Goelkel, Héctor Rojas Herazo y Rogelio Echavarría.
Su dirección estuvo a cargo de María Mercedes Carranza desde 1986 hasta 2003, año de su muerte. En la actualidad su director es el abogado y escritor Pedro Alejo Gómez.